# Luszcza
Luszcza (biał. Люшча; ros. Люща) – wieś na Białorusi, w obwodzie brzeskim, w rejonie łuninieckim, w sielsowiecie Bostyń.
Znajduje tu się stacja kolejowa Luszcza, położona na linii Równe – Baranowicze – Wilno.
Przed II wojną światową stacja kolejowa. W dwudziestoleciu międzywojennym leżała w Polsce, w województwie poleskim, w powiecie łuninieckim, do 18 kwietnia 1928 w gminie Łunin, następnie w gminie Łuniniec. W późniejszym okresie wokół stacji powstała wieś. Po II wojnie światowej w granicach Związku Sowieckiego. Od 1991 w niepodległej Białorusi.